# Cataleptoneta aydintopcui
Espèce
Cataleptoneta aydintopcui est une espèce d'araignées aranéomorphes de la famille des Leptonetidae.

## Distribution
Cette espèce est endémique de la province de Mersin en Turquie,. Elle se rencontre à Silifke dans la grotte Astım Mağarası.

## Description
Le mâle holotype mesure 2,6 mm et la femelle paratype 2,3 mm

## Étymologie
Cette espèce est nommée en l'honneur d'Aydın Topçu.

## Publication originale
- Demircan, 2020 : A new species of the genus Cataleptoneta Denis, 1955 (Araneae: Leptonetidae) from a cave in Turkey. Acta Zoologica Bulgarica, vol. 72, no 2, p. 187-191 (texte intégral).